# Geophilus frigidanus
Geophilus frigidanus är en mångfotingart som beskrevs av Karl Wilhelm Verhoeff 1928. Geophilus frigidanus ingår i släktet Geophilus och familjen storjordkrypare.
Artens utbredningsområde är Italien. Inga underarter finns listade i Catalogue of Life.